# Мамаду Кейта (гвінейський футболіст)
Мамаду Аліу Кейта (фр. Mamadou Aliou Keïta), відомий також під коротким прізвиськом Н'Жо Леа (фр. N'Jo Lea, нар. 1952, — пом. 11 квітня 2004, Конакрі) — гвінейський футболіст, що грав на позиції нападника. Відомий за виступами в клубі «Хафія», а також у складі збірної Гвінеї, у складі якої став срібним призером Кубка африканських націй 1976 року та кращим бомбардиром турніру.

## Клубна кар'єра
Мамаду Кейта з 1970 до 1980 року грав у складі клубу «Хафія» з Конакрі, у складі якого став неодноразовим чемпіоном Гвінеї; а в 1972, 1975, 1977 роках став у складі клубу володарем Кубка Африканських чемпіонів.

## Виступи за збірні
Мамаду Кейта розпочав виступи у складі збірної Гвінеї у 1971 році. У 1974 році футболіст грав у складі збірної на Кубку африканських націй. Удруге Кейта грав у складі збірної на Кубку африканських націй 1976 року, на якому гвінейська збірна лише у фіналі поступилася збірній Марокко, та здобула срібні медалі, а Мамаду Кейта з 4 голами став кращим бомбардиром турніру. У складі збірної футболіст грав до 1980 року, зіграв у складі збірної 31 матч, у яких відзначився 22 забитими м'ячами. (англ.)
Помер Мамаду Кейта 11 квітня 2004 року в Конакрі внаслідок серцевого нападу.

## Титули і досягнення
- Срібний призер Кубка африканських націй: 1976
- Володар Кубка Африканських чемпіонів: 1972, 1975, 1977
- Найкращий бомбардир Кубка африканських націй (1):

1976 (4 голи)